# Andra bulgariska riket

Bulgarien cirka 1340, under Ivan Alexanders regeringstid.

Andra bulgariska riket (bulgariska: Второ българско царство; transkribering: Vtorо Bălgarskо tsartsvo) var ett medeltida bulgariskt imperium som existerade mellan 1185 och 1396.  Det efterträdde det första bulgariska riket och nådde sin maktpolitiska kulmen under Kalojan och Ivan Asen II innan det gradvis försvagades och erövrades av Osmanska riket under 1300- och 1400-talen.
Fiendskapen med Bysantinska riket blossade upp på nytt bland annat på grund av de västeuropeiska riddarhärarnas närvaro i området. Dessa skulle komma att erövra Bysans år 1204, men som en viktig motståndare som uppstod kan också räknas det andra bulgariska riket. Detta rike kom att ersätta Bysans som motståndare till västeuropéerna och deras Latinska kejsardöme i Konstantinopel. Visserligen hade en ömsesidig påverkan skett mellan de västeuropeiska och östeuropeiska kulturerna i området, men den fundamentala skillnaden stod kvar, i form av östkyrka och västkyrka, viktiga skillnader i lära, teologi och filosofi.

## Historia

### Rikets uppkomst
Under perioden 852 till 889 då Boris I härskade över det första bulgariska riket antogs den östortodoxa kristendomen som officiell religion. År 893 till 927 då hans son Simeon I styrde var det första bulgariska riket som mäktigast. Den politiska och ekonomiska kampen mellan bulgarerna och Bysantinska riket fortsatte trots övergången till kristendomen. 972 erövrades den östra delen av det första bulgariska riket av Johannes I Tzimiskes som var den dåvarande kejsaren i Bysans. Strider under 1014 mot Bysans som var under ledning av Basileios II, känd som "bulgardödaren", blev ett riktigt nederlag för riket. Basileios II lyckades ta makten från Samuel, den bulgariske fursten, och 1018 härskade Bysans över hela Bulgarien och så förblev det i nästan 200 år. Efter en rad misslyckade upprorsförsök genomförde bulgarerna ett lyckat uppror 1185 och bildade därmed det andra bulgariska riket.

### Rikets nedgång
Riket hade ingen stark monark och rivaliteten bland personerna bland adeln ökade, vilket orsakade en snabb nedgång av landet medan Bulgariens huvudmotståndare, Kejsardömet Nicaea, hade vunnit makten på Balkan. Ivan Asen II, furste över riket, fick en son som döptes till Kaliman Asen I och han efterträdde honom när han dog 1241. Kaliman var då sju år och kunde inte regera själv. Landet styrdes därför av en förmyndarregering och det finns flera tecken på att de lokala myndigheterna utnyttjade sin ställning och Kalimans ungdom för att tillskansa sig makt. Kaliman i sin tur dog 1246 vid en ålder av 12 år och efterträddes på tronen av Mikael II Asen som var Ivans bror. Han härskade över Bulgarien till 1256 då han dog. Regeringen blev bara svagare och svagare och nicaeanska armén erövrade stora områden i södra Thrakien, Rodopibergen och Makedonien. Också ungrarna utnyttjade Bulgariens svaga regering och ockuperade Belgrad och Braničevo. Det var inte förrän 1253 som bulgarerna svarade med en invasion av Serbien. Året efter tog de tillbaka områden i Rodopibergen samt hela Makedonien år 1255, som den nicaeanska armén hade vunnit några år tidigare. Allt de hade lyckats ta tillbaka från Nicaea gick förlorat igen under förhandlingar då en bulgarisk representant vid namn Rostislav Michailovitj bekräftade att de omtvistade områdena tillhörde Nicaea. Detta kostade Mikael II Asen:s liv och ledde till en fas av instabilitet och inbördeskrig mellan flera personer som var lämpade för att ta över tronen. 1257 gick Konstantin Tich Vidin som segrare ur striden. Kuststäderna Mesimbria och Anchialus samt flera städer i Thrakien och Philippopolis gick förlorade när romarna anfaller 1263. Efter Vidin, år 1266, tog Jacob Svetoslav över tronen och titulerades som kejsare.
En konsekvens av de ständiga mongoliska razzior som genomfördes, de ekonomiska svårigheterna samt sjukdomarna blev att en stor folkmängd utförde ett uppror i nordöstra Bulgarien 1277. De leddes av en svinaherde vid namn Ivajlo som därefter vände sin rebellarmé mot Konstantin Tichs armé och lyckades bli krönt till kejsare. Han var missnöjd med hur riket hade styrts fram till dess och kunde nu själv ta över. Dock misslyckades Ivajlo och blev mördad av sina fiender mongolerna. Därmed inleddes en period av instabilitet och osäkerhet samtidigt som riket förlorade stora delar av Thrakien runt år 1300.

### Rikets undergång
År 1366 attackerade trupperna i savojardiska korståget bulgariska Svartahavskusten då Ivan Alexander var tsar. De anföll Sozopol, Mesimbria, Anchialus och Emona men lyckades inte vinna platserna. Turkarna, som från början hade kallats in på grund av maktkamp i Bysantinska riket, marscherade fram genom Bulgarien och 1382 föll staden Sofia.  1396 intog det osmanska (turkiska) väldet riket och därefter följde en hård ockupation som nästan varade i 500 år. Fortfarande idag kallar bulgarerna perioden för "det turkiska oket". Med andra ord gick inte riket helt under förrän på 1400-talet, cirka år 1422.